# جيسيكا براندو
جيسيكا براندو (بالإيطالية: Jessica Brando)‏ هي مغنية وعازفة بيانو إيطالية، ولدت في 6 ديسمبر 1994 في غروسيتو في إيطاليا.

## وصلات خارجية
- جيسيكا براندو على موقع ميوزك برينز (الإنجليزية)
- جيسيكا براندو على موقع أول ميوزيك (الإنجليزية)
- جيسيكا براندو على موقع ديسكوغز (الإنجليزية)